# Yxtaätten
Yxtaätten är sentida konventionell benämning på en medeltida svensk frälsesläkt från Yxtaholm i nuvarande Lilla Mellösa socken nordost om Flen i Södermanland, som sannolikt utslocknade under senare häften av 1400-talet.
Vapen: Diskussion förs om huruvida ätten förde antingen sparre eller spets nedifrån, eller båda. 
I Jan Ranekes bok, Svenska medeltidsvapen (1982) är ätten på sidan 57 (nr 4 Måns Nilsson och nr 6 Nils Månsson) felaktigt sammanförd med ätten Gera.
Flera källor hävdar att ätten förde en sparre, där man bland annat stött sig på en tavla; ”Ägare av Yxtaholm, tidigare Yxta. Tavlan omtalar bland andra ägare  väpnaren Magnus Nilsson, känd 1430–46, som efterträddes av sin son, väpnaren Nils Magnusson, känd 1456–80 och där dessa tidiga generationer av ägare till Yxta representerats med ett sparre-vapen. 
Detta har tillbakavisats av Kaj Janzon som påpekat att vapnet beskrivs i litteraturen felaktigt som en sparre och Magnus Nilssons vapen förefaller vara en spets nerifrån, känd från sigillering av ett dokument 1440-06-30, och att Bengt Hildebrand i PHT 1934, sidan 138,  har dragit en otillåten slutsats gällande Magnus Nilssons vapen, och enligt Larzon har detta antagande övertagits av Raneke utan kontroll av sigillet.
Väpnaren Magnus Nilsson (känd 1430–46) var gift med en dotter till Olof Håkansson i Yxta. 
1. Cecilia Magnusdotter, gift med Bengt Ebbason (Färla, Karl Erikssons ätt)
2. Ingrid Magnusdotter, gift med Nils Halvidsson (svin)
3. Birgitta Magnusdotter, gift med Anders Ragvaldsson (Stubbe av Valsta)
4. Nils Magnusson, väpnare känd 1456–80.